# Grossoseta pacifica
Grossoseta pacifica är en tvåvingeart som först beskrevs av Kessel 1948.  Grossoseta pacifica ingår i släktet Grossoseta och familjen svampflugor. Inga underarter finns listade i Catalogue of Life.